# Coccophagus chloropulvinariae
Coccophagus chloropulvinariae är en stekelart som beskrevs av Hayat 1974. Coccophagus chloropulvinariae ingår i släktet Coccophagus och familjen växtlussteklar. Inga underarter finns listade i Catalogue of Life.